# جيريمي وليامز (لاعب هوكي الجليد)
جيريمي وليامز (بالإنجليزية: Jeremy Williams)‏ (و. 1984  م) هو لاعب هوكي الجليد كندي، مركز لعبه هو وسط ‏.

## روابط خارجية
- جيريمي وليامز على موقع دوري الهوكي الوطني (الإنجليزية)
- جيريمي وليامز على موقع EliteProspects.com (الإنجليزية)
- جيريمي وليامز على موقع HockeyDB.com (الإنجليزية)
- جيريمي وليامز على موقع Hockey-Reference.com (الإنجليزية)